# Hesperydy
Hesperydy (gr. Ἑσπερίδες Hesperídes, łac. Hesperides ‘wieczornice’) – w mitologii greckiej nimfy Zachodzącego Słońca; strażniczki jabłoni o złotych jabłkach; trzy siostry o imionach:
- Ajgle (gr. Αἴγλη Aiglē, łac. Aegle ‘Jasność’),
- Eryteja (Eris, gr. Ερύθεια Erýtheia, łac. Erythia ‘Czerwona’),
- Hesperetuza (Hesperaretuza, gr. Ἑσπερέθουσα Hesperethoúsa, łac. Hesperethusa; Hesperia, gr. Ἑσπερία Hespería, łac. Hesperia; Aretuza, gr. Ἀρέθουσα Aréthousa, łac. Arethusa)[a][1][2].

Według Teogonii Hezjoda uchodziły za córki Nyks. Z czasem zaczęto je również uważać za córki Zeusa i Temidy lub Forkosa i Keto albo Atlasa i Hesperii (lub Nyks).

## Mit
Mieszkały na zachodnich krańcach świata (różnie umiejscawiano kraj Hesperyd; w końcu umieszczono go w pobliżu Atlasu). Opiekowały się ogrodem bogów, w którym rosło drzewo (lub drzewa) rodzące złote jabłka, dar ślubny ofiarowany Herze przez Gaję. W pilnowaniu jabłek pomagał im smok Ladon.
Zdobycie złotych jabłek było jedną z 12 prac Heraklesa (11. praca).

## Obecność w sztuce i nauce
- Herakles u Hesperyd – relief z II połowy V wieku p.n.e.